# Ryūzō Shimizu
Ryūzō Shimizu (清水 隆三?, Shimizu Ryūzō; 30 settembre 1902 – ...) è stato un calciatore giapponese, di ruolo attaccante.

## Biografia
Ryūzō Shimizu debuttò il 23 maggio 1923 nella Nazionale di calcio del Giappone,  durante l'edizione di quell'anno dei Giochi dell'Estremo Oriente a Osaka, giocando contro le Filippine, contro le quali il Giappone vinse segnando 2 gol, uno dei quali proprio di Shimizu. Disputò inoltre la partita del 24 maggio contro la Cina, che si concluse con un risultato di 5-1 a favore dei giapponesi.
Ryūzō Shimizu fece parte anche della squadra giapponese Tokyo Shukyudan.